# Kendallville
Kendallville es una ciudad de Indiana en los Estados Unidos (41°26′N 85°16′O / 41.433, -85.267). 
El municipio tiene una superficie de 13,2 km². En el 2000 el censo de la ciudad era de 9.616 habitantes, con una renta per cápita de 16.335 $.
- Datos: Q3240325
- Multimedia: Kendallville, Indiana / Q3240325

1. ↑  Zip Data Maps, código ZIP n.º 46755.